# اقتصاد الصحراء الغربية

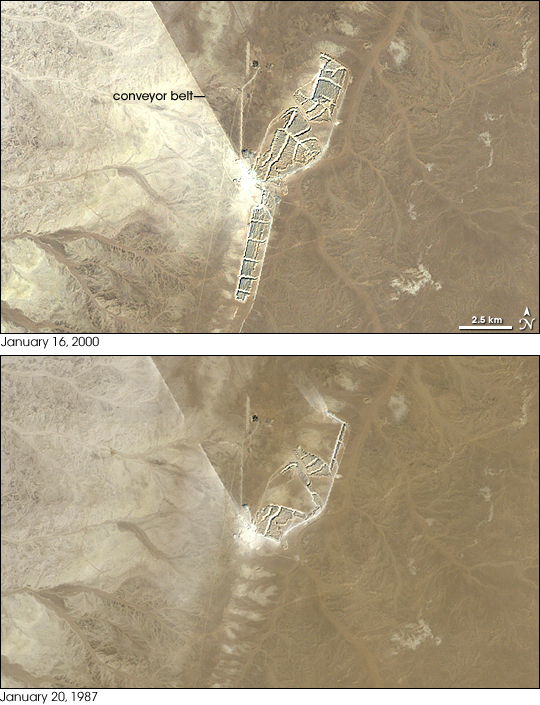
منجم الفوسفات ببوكراع والذي يقع على بُعد 100 كيلومترا (60 ميلا) من المدينة الساحلية العيون في الصحراء الغربية. الصورتان مُلتقطتان بواسطة القمر لاندسات وتُظهر النمو الذي عرفه المنجم ما بين 1987 و2000.

تتبع الصحراء الغربية إداريا إلى المغرب باعتبارها «أقاليم جنوبية» لذلك فالنشاط التجاري للصحراء الغربية يتم في مجال اقتصاد المغرب.
مصادر الدخل في الصحراء الغربية هي الصيد، الفوسفات، والتعدين، وهذه الأقاليم الجنوبية بصفة عامة تفتقر إلى ما يكفي من الأمطار وهذا يُؤثر على الإنتاج الفلاحي، وبالتالي فإن معظم المواد الغذائية في الجنوب هي قادمة من باقي المناطق الحضرية في المغرب أو مستوردة من الخارج.
.
تساهم الزراعة ولو بنسبة قليلة في الاقتصاد المحلي، والتي تشمل الفواكه والخضروات التي تنموا في بعض الواحات، بالإضافة إلى المُنتجات الحيوانية كالإبل، الغنم، والماعز.
عمليات التنقيب على النفط وعقود الصيد البحري مع الاتحاد الأوروبي هي أسباب توتر في المنطقة.

## استهلاك الطاقة
هذه بعض الإحصائيات حول استهلاك الطاقة في الصحراء الغربية:
| المجال الطاقي | النوعية   | نسبة الاستهلاك |
| ------------- | --------- | --- |
| الكهرباء      | الإنتاج   | إنتاج 85 واط في الساعة (إحصاء 2003)، وهي مُتفرقة على الشكل التالي: - الوقود الأحفوري: 100% - الثروة المائية: 0% - الطاقة النووية: 0% - مصادر أخرى: 0% |
| الكهرباء      | الاستهلاك | استهلاك 83.7 واط في الساعة (إحصاء 2003)، وهي مُتفرقة على الشكل التالي: - الصادرات الكهربائية: 0 ساعة - الواردات الكهربائية: 0 ساعة                    |
| النفط         | الإنتاج   | 0.5 برميل لكل يوم (0.079 م3/ي) (إحصاء 2003) |
| النفط         | الاستهلاك | 1,750 برميل لكل يوم (278 م3/ي) (إحصاء 2003) |

## الوضعية القانونية
في كانون الأول/ديسمبر 2004، قررت شركة النفط الفرنسية توتال عدم تجديد رُخصة التنقيب قُبالة سواحل الصحراء الغربية، حيث اعتبر كير ماكجي أحد العاملين في الشركة النفطية أن المغرب يقوم بالتنقبب في «الجزء المحتل» من الصحراء الغربية وهذا مُخالف تماما.
في أيار/مايو 2006، قرر كير ماكجي أخيرا عدم تجديد العقد المبرم مع السلطات المغربية، ويرجع ذلك في المقال الأول إلى الوضعية القانونية بالإضافة إلى قضية استثمار الأموال والصفقة التي اعتبرها كير فاشلة، كما شكلت الضغوط الدولية حملا على الشركة التي قررت الانسحاب في النهاية.
في آذار/مارس 2009، انسحبت أربعة شركات نُرويجية للتجارة من العمل في الصحراء الغربية،
ديزرتيك هو مشروع طاقي أُطلق في ميونيخ عام 2009، وهو مشروع يقوم على استخدام تكنولوجيا الطاقة الشمسية وطاقة الرياح في الصحراء الكبرى وذلك بهدف توفير الطاقة المولدة إلى البلدان الأفريقية والأوروبية. لكن
في نيسان/أبريل 2010، أكدت المتحدثة باسم مشروع ديزيرتيك خلال مقابلة أجرتها مع صحيفة الجارديان أن المشروع لن يتم وضعه في الصحراء الغربية المتنازع عليها، قائلة: «نحن نريد أن نؤكد رسميا أن لدينا مرجعية في عملنا وفي مشاريعنا ... لن يكون المشروع موجودا في الصحراء الغربية، وهذا لا علاقة له بالمشاكل الصناعية أو البيئية أو القضايا الثقافية في المنطقة، بل كل الأمر يقوم على التماشي مع سياسات التمويل من بنوك التنمية الدولية.» وكانت العلاقات المغربية النرويجية قد شهدت توترا كبيرا خلال هذه الفترة حيث قامت شركة نرويجية أخرى مملوكة للدولة بتوقيف شرائها لزيت السمك من الصحراء الغربية والمغرب ككل (بلغ حجم التداولات بين المغرب والشركة 10 ملايين يورو سنويا؛ حيث صدر الجنوب المغربي من 12.000 حتى 20.000 طن من زيت السمك)، وذلك بسبب «تحركات المغرب في الصحراء الغربية يجري في خط لا يتفق مع توصيات السلطات النرويجية».